# Jean-Michel Sanchez
 (février 2025).
Motif : Ou sont les sources ?
- Archive Wikiwix
- Bing
- Cairn
- DuckDuckGo
- E. Universalis
- Gallica
- Google
- G. Books
- G. News
- G. Scholar
- Persée
- Qwant
- (zh) Baidu
- (ru) Yandex
- (wd) trouver des œuvres sur Wikidata

| 1. | Préciser le motif de la pose du bandeau. | Précisez le motif de la pose du bandeau en utilisant la syntaxe suivante : {{admissibilité à vérifier\|date=mars 2025\|motif=remplacez ce texte par le motif}}                           |
| 2. | Informer les utilisateurs concernés.     | Pensez à avertir le créateur de l'article, par exemple, en insérant le code ci-dessous sur sa page de discussion : {{subst:avertissement admissibilité à vérifier\|Jean-Michel Sanchez}} |

 (février 2025).
 (février 2025).
Il peut être nécessaire de l'améliorer pour respecter le principe de neutralité de point de vue. 

Pour les articles homonymes, voir Sánchez.
Jean-Michel Sanchez, né le 28 juin 1969 à Marseille, est un historien de l'art, organiste, improvisateur, musicologue, peintre et naturopathe français,

## Biographie
Jean-Michel Sanchez a fait ses études secondaires au lycée Thiers de Marseille couronnées par un Bac A3 (arts plastiques / histoire de l'art). Il a travaillé la peinture dans plusieurs ateliers où il a été l'élève de Jean-Jacques Anton et André Achard. 
Il poursuit en histoire de l'art à l’Université d’Aix-Marseille I jusqu'au doctorat. Sa thèse porte sur Les buffets d'orgues du Sud-Est de la France de la fin de l'Ancien Régime à la Grande Guerre sous la direction du professeur Claude Massu (jury composé de Régis Bertrand, Jean-Michel Leniaud et Claude Noisette de Crauzat).   
Spécialiste d’art sacré, qualifié aux fonctions de Maître de conférences des universités par le CNU en 18e section, il enseigne à Aix-Marseille Université depuis 2005 ainsi qu'à l'Université du Temps Libre d'Aubagne et au Centre Cormier (Dominicains de Marseille). Ses recherches portent sur l’architecture et la décoration des églises françaises, italiennes et espagnoles (XVIIe – XIXe siècles), mais aussi sur l’ensemble de leur contenu : chasublerie, orfèvrerie, art campanaire, orgues, mobilier liturgique ; sur les pèlerinages, reliques et reliquaires ; sur les ordres religieux et l'art ; sur l'art au service de la foi.   
En 2021, le Comité Pontifical des Sciences Historiques l'a invité au Vatican pour participer au colloque Enquête sur les trois premiers siècles de l'Eglise et lui a demandé de faire une communication sur les reliques de sainte Marthe conservées à Tarascon (Bouches-du-Rhône).   
Il est conservateur du musée de la Basilique Notre-Dame de la Garde à Marseille depuis 2022 et membre du Conseil Scientifique du CIELT (Centre International d’Études sur le Linceul de Turin) depuis 2023.   
Il a été commissaire de nombreuses expositions d'art sacré (musée de Notre-Dame de la Garde, abbaye de Saint-Victor, Maison de l'Artisanat et des Métiers d'Art, Musée provençal de Château-Gombert, Marseille).  
Egalement musicologue, il a été organiste de l'église des Chartreux à Marseille de 1985 à 2006. Il est actuellement organiste à la Basilique Notre-Dame de la Garde à Marseille. Il y a notamment joué lors de la venue du Pape François le 22 septembre 2023. 
Ses recherches dans ce domaine portent sur la musique sacrée, le rôle de l'orgue dans la liturgie et l'évolution des professions de musicien d'église du Concile de Trente à Vatican II. Il a collaboré à la restauration de plusieurs orgues historiques (Saint-Maximin, La Brigue, Saorge, Tende, Rozay-en-Brie, Barjols) et a donné des récitals en France, Italie et Espagne. Il a participé au festival Orgue en Ascension (Tournus) et 15h non stop, Orgue et Grégorien (Luxeuil-les-Bains). Il a inauguré en 2015 l'orgue de l'église Saint-Eloi de Bordeaux, bénit par le Cardinal Jean-Pierre Ricard. 
Passionné par ailleurs de naturopathie, il s'est formé auprès du Centre Européen de Naturopathie Holistique et s'est perfectionné auprès de disciples du Dr Jean Valnet. Il s'est spécialisé dans la phytothérapie, l'aromathérapie, l'oligothérapie, l'équilibre alimentaire, l'hygiène de vie.
Il est membre correspondant de l'Académie des Arts, Sciences et Belles Lettres de Marseille depuis 2025.

## Œuvres

### Livres
- 2025 : Coauteur de : Le Ravissement de sainte Marie Madeleine de Michel Serre (1696) et les oeuvres d'art de l'église des Chartreux de Marseille. (A paraître)
- 2023 : Coauteur de : La Bonne Mère de Marseille. Effigies de Notre-Dame de la Garde, éd. Gaussen, Marseille, 80 p.
- 2017 : Sainte Marie Madeleine, apôtre des Apôtres, éd. Grégoriennes, Gap, 128 p.
- 2015 : Saint Joseph, image du Père, éd. Grégoriennes, Gap, 128 p.
- 2015 : Coauteur de : Cathédrales de Provence, éd. La Nuée Bleue, Strasbourg, 612 p.
- 2014 : Coauteur de : Lille, la grâce d'une cathédrale, éd. La Nuée Bleue, Strasbourg, 420 p.
- 2013 : Coauteur de : Joseph Pougnet, prêtre-architecte (1829-1892) ou le Moyen Âge et l’Orient revisités, éd. de la Thune, Marseille, 181 p.
- 2011 : Coauteur de : La chartreuse de Marseille : une vision retrouvée. Histoire, études et restaurations, Images en manœuvres éditions, archives municipales de Marseille, 96 p.
- 2010 : L’orgue d’Eyguières touché par Frédéric Chopin, Association « Les Amis de l’orgue de l’église Notre-Dame de Grâce d’Eyguières », 62 p.
- 2009 : Jérusalem, Rome, Compostelle… et la Provence. Reliques et reliquaires, éditions Grégoriennes, Gap, 208 p.
- 2005 : Orgues, le chœur des anges, éditions Le Bec en l’air, Manosque, 175 p.
- 1996 : Une église de Marseille depuis le XVIIe siècle : la Mission de France,  éditions de la Thune, Marseille, 120 p.
- 1995 : Cartusia Villae Novae Hanc Massiliensem Fundavit Anno MDCXXXIII, 1795-1995, Dom Joseph de Martinet, imprimerie Saint-Jacques, Marseille. 45 p.
- 1991 : Coauteur de : Les Isnard, une révolution dans la facture d'orgues, Edisud, Aix-en-Provence, 262 p.

### Articles
- 2024 : "Reliques, reliquaires et culte de sainte Marthe à Tarascon (Bouches-du-Rhône)" dans Inchiesta sulla storia dei primi secoli della Chiesa, Pontificio Comitato di Scienze Storiche, Libreria Editrice Vaticana, Città del Vaticano, 2024, p. 615-644.
- 2022 : "Le Linceul de Turin et la nature du corps ressuscité de Jésus-Christ", RILT n°42 (Revue du Centre International d'Etudes sur le Linceul de Turin), p. 3-10.
- 2022 : "Le Linceul de Turin et le trésor de la cathédrale de Carpentras", RILT n°42 (Revue du Centre International d'Etudes sur le Linceul de Turin), p. 11-16.
- 2022 : "Des reliques des linges de la Passion conservées à Rome", RILT n°42 (Revue du Centre International d'Etudes sur le Linceul de Turin), p. 17-18.
- 2020 : "Une dynastie de sculpteurs et ébénistes au service de l’Église au XIXe siècle : les frères Goyers de Louvain (Belgique) et leurs œuvres en Provence" dans Provence Historique, tome LXX, fascicule 267, p. 47-63.
- 2016 : "Les buffets d'orgues des cathédrales provençales et comtadines aux XVIIe et XVIIIe siècles" dans Provence Historique, tome LXVI, fascicule 259, p. 59-72.
- 2009 : « Les buffets d’orgues de Provence (1772-1915) » dans L’Orgue. Bulletin des Amis de l’Orgue (Paris), 1er trimestre 2009, no 285, 103 p.
- 2008 : "Les orgues de l'église de la Mission de France-Saint-Pie X à Marseille. Histoire et liturgie", publication du Prieuré Saint-Ferréol (Marseille), 44 p.
- 2008 : "Le patrimoine religieux de notre diocèse : Auriol" dans L'Eglise aujourd'hui à Marseille n°1, janvier, p. 10-11.
- 2008 : "L'église Saint-Charles intra-muros. Une des églises les plus harmonieuses de Marseille, trop mal connue encore" dans L'Eglise aujourd'hui à Marseille n°2, février, p. 36-37.
- 2008 : "Saint-Marie-Madeleine-Les Chartreux (1). Une église digne de Paris ou de Rome" dans L'Eglise aujourd'hui à Marseille n°5, mars, p. 64-65.
- 2008 : "Saint-Marie-Madeleine-Les Chartreux (2). Un remarquable ensemble d'art sacré des XIXe et XXe siècles" dans L'Eglise aujourd'hui à Marseille n°7, avril, p. 92-93.
- 2007 : « L’Église, l’administration et l’artiste : processus de commande du mobilier et des ornements d’églises de la fin de l’Ancien Régime à 1905 » dans Bulletin de l’E.S.SO.R. Équipe Scientifique de Soutien à la Recherche, histoire des Arts méditerranéens. 1760-1914, Université de Provence, no 15, juin, 10 p.
- 2006 : "Décor, mobilier et orfèvrerie des églises de Marseille" dans Revue Marseille no 215, p. 65-71.
- 2004 : "Une reproduction du Linceul de Turin dans la chapelle de Saint-Jean-de-Garguier à Gémenos (Bouches-du-Rhône)" dans Revue Internationale du Linceul de Turin n°26, p. 68-69.
- 2003 : « L’abbaye de Saint-Pons à Nice : une œuvre de Filippo Juvarra influencée par Pierre Puget ? » dans Provence Historique, tome LIII, fascicule 213, juillet-août 2003, p. 377-384.
- 2002 : "Introduction à l'histoire de l'orgue à Marseille du XVIIe au XIXe siècle" dans Bulletin de l'ESSOR n°1 hors série, spécial Marseille, septembre, p. 59-65.
- 2002 : "Introduction à l'orfèvrerie sacrée. Origines, fonctions, symbolique" dans ESSOR n°10, janvier, p. 26-37.
- 2000 : "Marseille sous la Contre-Réforme. Art et architecture pour une plus grande gloire de Dieu" dans Revue Marseille no 192, p. 31-38.
- 1997 : "La chapelle de la Charité : espace symbolique, fonctionnel et liturgique" dans Revue Marseille no 177, p. 64-68, sous la dir. de J.-J. et M. Ch. Gloton.
- 1997 : "L'orfèvrerie sacrée. Origines, fonctions, symbolique" dans catalogue de l'exposition Art et artisanat religieux, p. 14-21, publication de la Maison de l'artisanat, Marseille.
- 1997 : "La Mission de France sous l'épiscopat d'Eugène de Mazenod" dans Revue Marseille no 179, p. 68-73, sous la dir. du Pr Régis Bertrand.
- 1996 : "L'orgue dans la liturgie romaine et gallicane à l'âge baroque" dans Les facteurs d'orgues français n°20, p. 36-40.
- 1995 : "Le fonds Bérengier aux Archives Municipales de Marseille" dans Revue des Amis des Archives de Marseille n°1, 4 p.